# Slovak International 2003
Die Slovak International 2003 im Badminton fanden vom 9. bis zum 12. Oktober 2003 in Prešov statt.

## Sieger und Platzierte
| Disziplin    | Gold                                 | Silber                             | Bronze                              |
| ------------ | ------------------------------------ | ---------------------------------- | ----------------------------------- |
| Herreneinzel | Sho Sasaki                           | Hidetaka Yamada                    | Jürgen Koch                         |
| Herreneinzel | Sho Sasaki                           | Hidetaka Yamada                    | Przemysław Wacha                    |
| Dameneinzel  | Kaori Mori                           | Petya Nedelcheva                   | Maiko Naka                          |
| Dameneinzel  | Kaori Mori                           | Petya Nedelcheva                   | Kamila Augustyn                     |
| Herrendoppel | Vincent Laigle Svetoslav Stoyanov    | Konstantin Dobrev Georgi Petrov    | Evgenij Isakov Sergei Ivlev         |
| Herrendoppel | Vincent Laigle Svetoslav Stoyanov    | Konstantin Dobrev Georgi Petrov    | Adam Cwalina Rafał Hawel            |
| Damendoppel  | Elena Shimko Marina Yakusheva        | Ekaterina Ananina Irina Ruslyakova | Kamila Augustyn Nadieżda Kostiuczyk |
| Damendoppel  | Elena Shimko Marina Yakusheva        | Ekaterina Ananina Irina Ruslyakova | Ragna Ingólfsdóttir Sara Jónsdóttir |
| Mixed        | Alexandr Russkikh Anastasia Russkikh | Svetoslav Stoyanov Victoria Wright | Sergei Ivlev Anastasia Kudinova     |
| Mixed        | Alexandr Russkikh Anastasia Russkikh | Svetoslav Stoyanov Victoria Wright | Andrej Pohar Špela Silvester        |